# Röhrig von Rodenbach

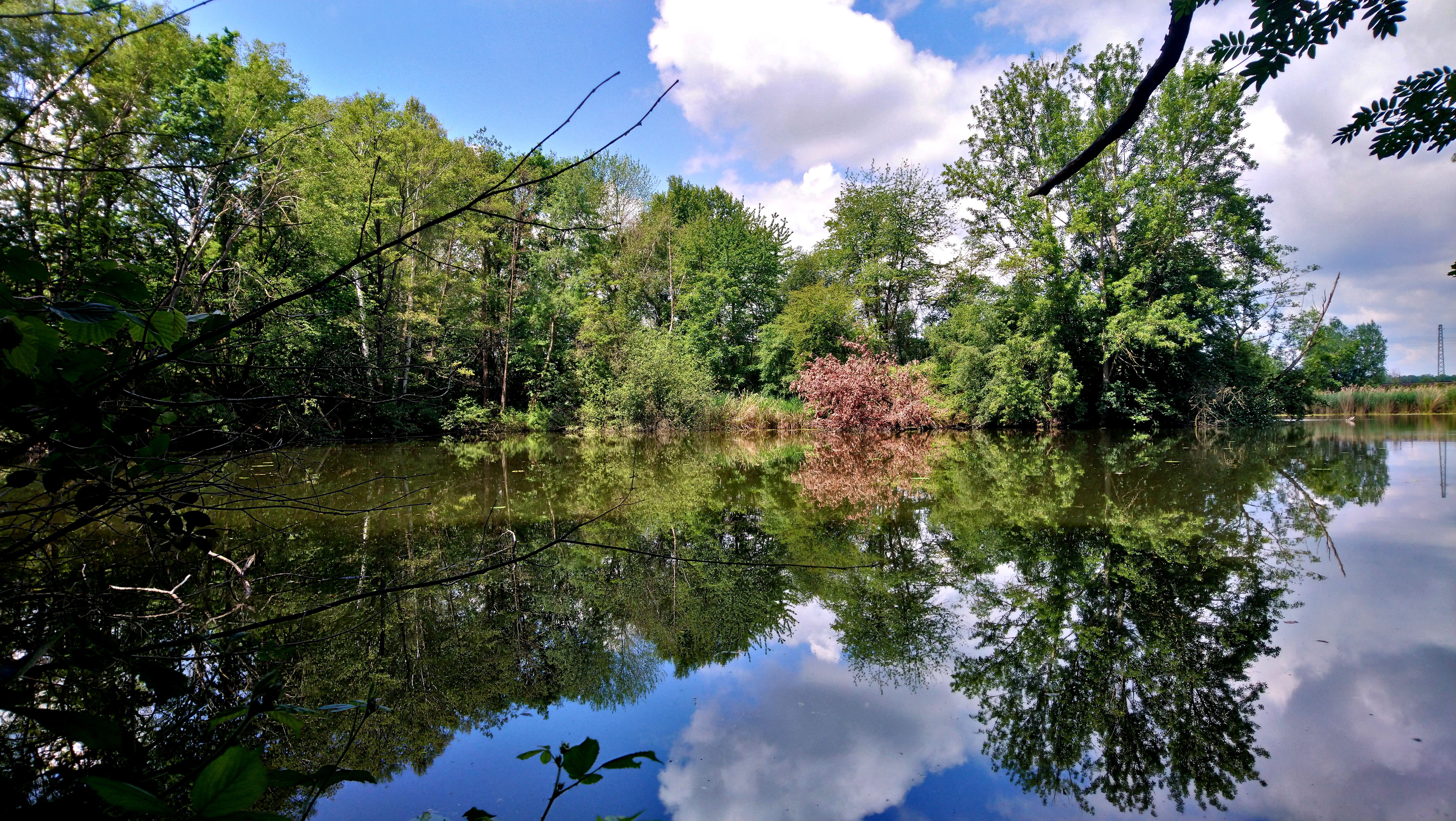
Weiher im Naturschutzgebiet Röhrig von Rodenbach

Röhrig von Rodenbach ist ein Naturschutzgebiet auf dem Gebiet der Gemeinde Rodenbach im Main-Kinzig-Kreis in Hessen. Das Naturschutzgebiet liegt nördlich des Rodenbacher Ortsteils Niederrodenbach, südlich der Kinzig und östlich der A 45 / A 66.

## Bedeutung
Das 47,67 ha große Gebiet mit der Kennung 1435010 ist seit dem Jahr 1976 als Naturschutzgebiet ausgewiesen.